# Gentiana nudicaulis
Gentiana nudicaulis là một loài thực vật có hoa trong họ Long đởm. Loài này được Kurz mô tả khoa học đầu tiên năm 1873.